# Severin Mayr

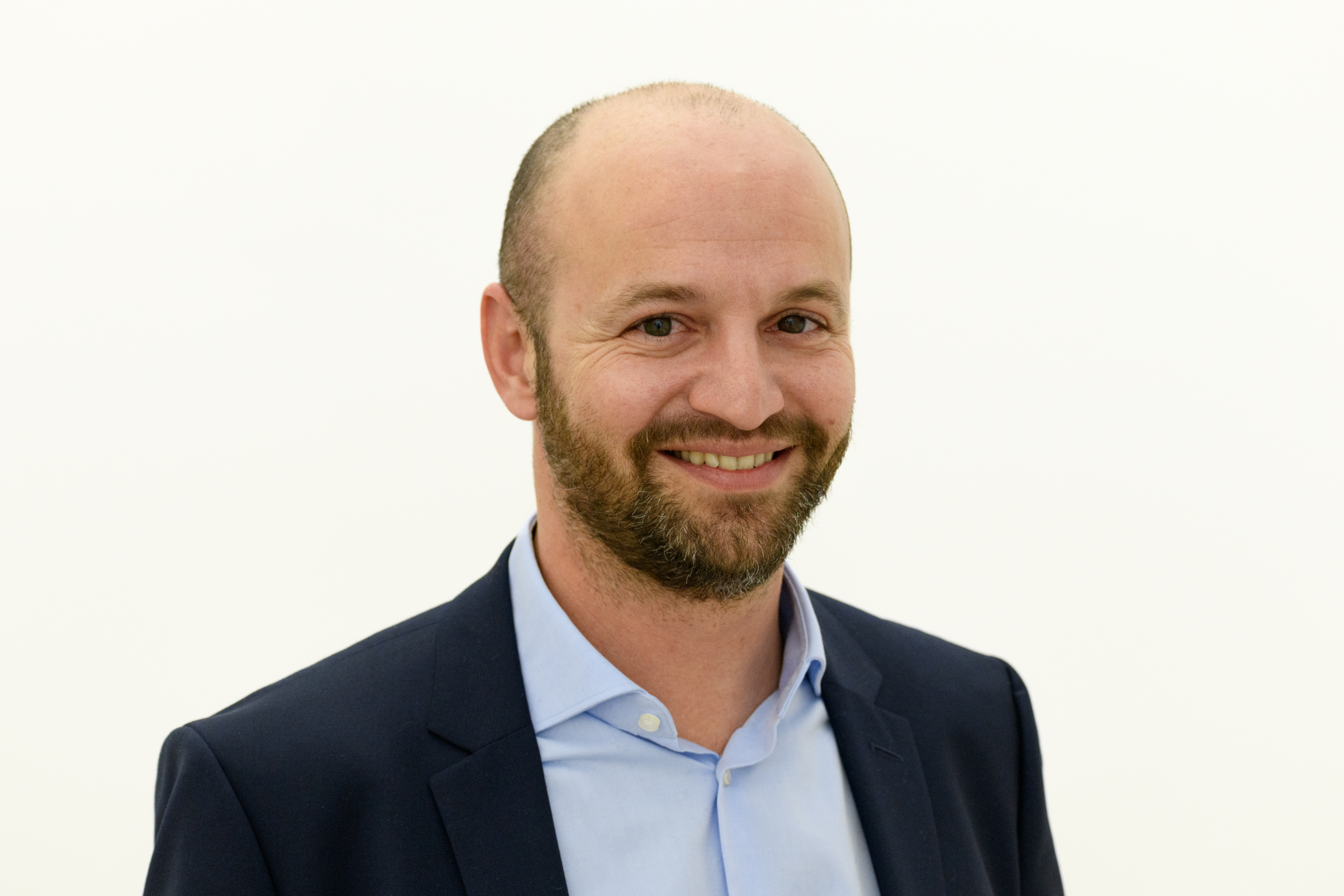
Severin Mayr (2022)

Severin Mayr (* 26. August 1979 in Linz) ist ein österreichischer Politiker (Grüne). Seit 2015 ist er Abgeordneter zum Oberösterreichischen Landtag, wo er seit Mai 2021 auch als Klubobmann der Grünen fungiert.

## Leben
Severin Mayr maturierte 1998 am BRG Linz Fadingerstraße und studierte dann Publizistik- und Politikwissenschaft in Wien. Danach arbeitete er als Grafiker in einer Werbeagentur. Zwischen 2002 und 2017 war er Vorstandsmitglied bei den Grünen Linz, von 2003 bis 2015 Gemeinderat in Linz und seit Oktober 2015 auch Landtagsabgeordneter der Grünen in Oberösterreich.
Am 6. April 2019 wurde er neben Dagmar Engl zum Stellvertreter von Landessprecher Stefan Kaineder der Grünen Oberösterreich gewählt.
Im Mai 2021 folgte er Gottfried Hirz als Klubobmann der Grünen im Landtag nach.